# ایستگاه متروی سید خندان
 ایستگاه متروی سید خندان یکی از ایستگاه های خط ۸ متروی تهران می‌باشد که قرار است در بزرگراه رسالت پل سیدخندان در حوالی دانشگاه خواجه نصیر پردیس سیدخندان واقع شود.